# Hor Trai

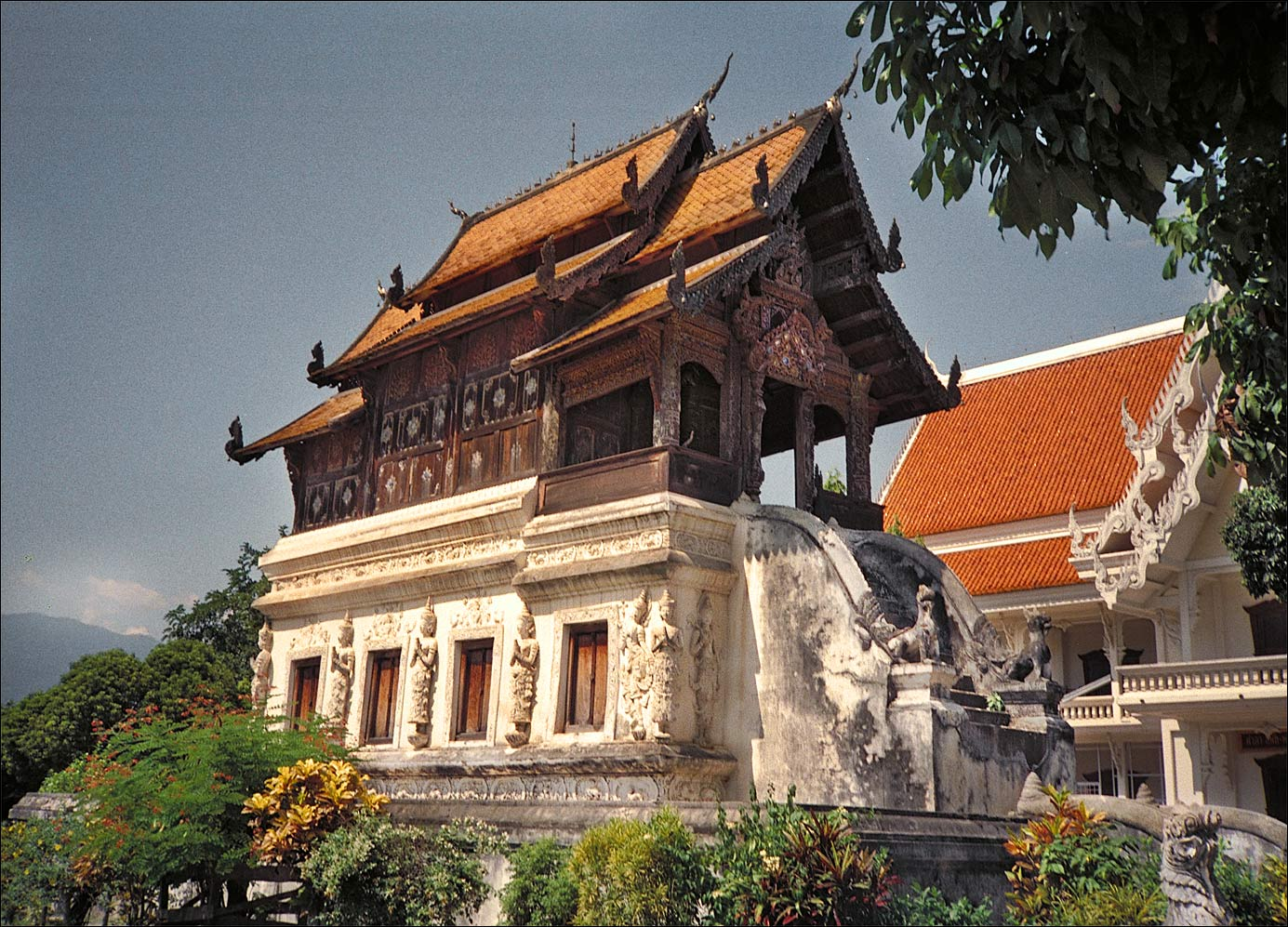
Hor Trai

Hor Trai (thai: หอไตร) este numele care-l poartă o bibliotecă budistă, care se află pe Wat (tertoriul templului). Fiecare Raja Khana (conducător al templului) deține un Hor Trai, dacă un templu are mai mulți Raja Khana  fiecare are clădirea lui separată. Administrația unui Hor Trai o face un Bannarak (bibliotecar), aici este păstrat pentru a fi apărate de umezeală pe etajere lăcuite de 3 m înălțime de sol Tripitaka (manuscriptele sfinte budiste scrise în trecut pe frunze de palmier). Pentru a fi ferit de furnici multe din clădiri s-au constuit pe apă, construcția fiind din cărămidă. Foile cu manuscriptele sfinte au ca o lungime de 50 de cm și o lățime de 4 - 6 cm, ele fiind perforate și prinse  împreună câte 20 - 40 de foi, un volum este prins între tăblițe de lemn care servesc ca și copertă.